# Allomelita pellucida
Allomelita pellucida is een vlokreeftensoort uit de familie van de Melitidae. De wetenschappelijke naam van de soort werd in 1882 voor het eerst geldig gepubliceerd door Georg Ossian Sars als Melita pellucida.

## Beschrijving
Allomelita pellucida, is een kleine (tot 6 mm) intertidale vlokreeft, die in de noordelijke Atlantische Oceaan voorkomt. Het lichaam van A. pellucida is zijdelings samengedrukt, zoals typisch is voor vlokreeften, en de kop mist een rostrum. De grijppoten (gnathopoden) zijn subchelaat, het tweede paar is namelijk veel groter dan het eerste. De dorsale achterste rand van het urosoom heeft geen stekels en de telson is gespleten.